# United States Department of Veterans Affairs
Het United States Department of Veterans Affairs (VA) is het Amerikaanse ministerie van Veteranenzaken. Sinds 5 februari 2025 is Doug Collins de minister van Veteranenzaken in het kabinet-Trump II.
Het ministerie werd op 21 juli 1930 opgericht als een overheidsagentschap met de naam Veterans Administration. Op 15 maart 1989 werd het verheven tot ministerie.